# 中川順子 (経営者)
中川 順子 (なかがわ じゅんこ、1965年7月26日 - )は、日本の経営者。日本銀行政策委員会審議委員、野村アセットマネジメント取締役会長。

## 人物・経歴
サラリーマンの父の下で、転勤により大阪府堺市、山口県下関市、滋賀県と各地を転々としたのち、再び堺市に戻った後、中学校3年時に奈良県生駒市鹿ノ台へ転居する。生駒市立生駒北中学校卒業後、1984年奈良県立奈良高等学校卒業。1988年神戸大学文学部哲学科を卒業後、野村証券に事務職（一般職）として入社し、奈良支店に配属された。
奈良支店で投資相談業務に従事していたが、入社3年後に職種転換制度を利用して総合職に転じて、東京本社の人事部や、投資銀行本部、主計部で勤務し、財務部課長も務めたのち、2004年に退社して専業主婦となり、夫について香港へ渡った。
2008年野村ヘルスケア・サポート＆アドバイザリー代表取締役社長。2010年野村證券入社、野村ホールディングス共同副CFOに就任。2011年野村ホールディングスで初の女性執行役財務統括責任者に就任し、野村證券執行役財務統括を兼務。2013年野村ホールディングス執行役員。2016年野村ホールディングス執行役員兼野村證券執行役員。2017年野村アセットマネジメント執行役専務。
2019年4月、野村アセットマネジメント女性初のCEO兼社長。同年野村ホールディングス執行役アセットマネジメント部門長を兼任する。2021年4月、野村アセットマネジメント取締役会長。この間日本経済団体連合会女性の活躍推進委員会企画部会部会長、東京オリンピック・パラリンピック競技大会組織委員会顧問も務めた。
2021年3月9日、政府は衆参両院の議院運営委員会理事会に対し、日本銀行政策委員会審議委員に中川を起用する人事案を提示した。衆参両院が人事案に同意し、同年6月30日に日本銀行政策委員会審議委員に就任。